# Martinsyde Semiquaver
El Martinsyde Semiquaver fue un biplano de carreras monoplaza británico construido por Martinsyde en 1920. Ganó el Aerial Derby de 1920 y participó en el Trofeo Gordon Bennett del mismo año, pero no terminó el recorrido. En 1921, el fuselaje se utilizó como base para el Alula Monoplane, un avión experimental destinado a investigar el rendimiento de un diseño de ala radical de A.A. Holle.

## Diseño y desarrollo
El Semiquaver era un biplano tractor de un solo vano con un ala superior de envergadura y cuerda ligeramente mayores que la inferior. Los alerones fueron instalados únicamente en el ala superior, que estaba montada directamente sobre el fuselaje de alta sección rectangular. El piloto estaba sentado en una cabina abierta detrás del borde de fuga del ala superior. La construcción era de madera, recubierta de tela en las alas, superficies de cola y parte trasera del fuselaje: la parte delantera del mismo estaba recubierta con madera contrachapada.

## Historia operacional
Pintado de rojo y con matrícula civil G-EAPX, fue pilotado por F.P. Raynham para establecer un nuevo récord británico de velocidad de 259,75 km/h el 21 de marzo de 1920, en Martlesham Heath.
Pilotado por Frank Courtney, que reemplazó a Raynham como piloto debido a una lesión, ganó el Aerial Derby de 1920, completando el recorrido de 320 km a una velocidad de 246,95 km/h. Al aterrizar al final de la carrera, Courtney chocó contra un bache en el aeródromo y fue devuelto al aire, tocó el suelo con la punta de un ala y se dio la vuelta. Él resultó ileso.
Fue reparado, con una ligera reducción en la envergadura, y participó en la competición del Trofeo Gordon Bennett de 1920, pilotado por Raynham, que transportó el avión a Francia remolcándolo detrás de su coche. No terminó el recorrido debido a un fallo en la bomba de aceite.

### El ala Alula
El ala Alula era un diseño novedoso que se parecía a un arco, con un borde de fuga recto y un borde de ataque curvado que terminaba en punta en las puntas del ala. También era inusual por ser una estructura monocasco sin arriostramientos, sin largueros, sólo larguerillos ligeros en el sentido de la envergadura, y la resistencia la proporcionaba la cubierta de madera. Fue desarrollado por el ingeniero holandés A.A. Holle y respaldado por una empresa llamada Commercial Aeroplane Wing Syndicate, que se hizo cargo de las patentes de Holle de la empresa Varioplane, y estaba asociada con Blackburn Aircraft, que llevó a cabo los trabajos de construcción y pruebas. Se construyó un avión de pruebas, con el ala montada muy por encima del fuselaje de un DH.6 remotorizado con un motor rotativo Bentley BR2 de 150 kW (200 hp). El primer vuelo fue realizado en enero de 1921 por el capitán Clinch.
Las características del ala en las pruebas en túnel de viento realizadas en el East London College indicaban que sería de mayor utilidad para aeronaves destinadas a transportar una carga pesada a velocidades más bajas (se planeó un avión capaz de transportar cuatro toneladas, el Pelican Aero-Lorry), pero con la intención de demostrar las capacidades del ala a velocidades más altas, se instaló una versión del ala en el fuselaje del Semiquaver, estando la misma montada sobre puntales por encima del fuselaje.
Llamado Alula Monoplane, con una envergadura de 8,68 m y un área de 9,87 m², se inscribió en el Aerial Derby de 1921 con Frank Courtney como piloto, pero Courtney no estaba satisfecho con sus características de manejo en tierra, debido a la combinación de un centro de gravedad alto y un tren de aterrizaje de vía estrecha, y no voló en la competición.
Después de que el tren de aterrizaje original fuera reemplazado por uno con un ancho de vía mucho mayor, fue volado por R.W. Kenworthy en Northolt el 27 de agosto, siendo la elevada velocidad de despegue de 180 km/h.

## Especificaciones
Referencia datos: Flight

### Características generales
- Tripulación: Uno (piloto)
- Longitud: 5,9 m (19,3 ft)
- Envergadura: 6,2 m (20,2 ft)
- Planta motriz: 1× motor lineal V8 refrigerado por agua Hispano-Suiza.
  - Potencia: 220 kW (303 HP; 299 CV)
- Hélices: Bipala de paso fijo

### Rendimiento
- Velocidad máxima operativa (Vno): 259 km/h (161 MPH; 140 kt)